# Cornelius Faxe
Cornelius Faxe (i riksdagen kallad Faxe i Malmö), född 2 juli 1847 i Malmö, död där 24 april 1924, var en svensk köpman och politiker (inledningsvis liberal, från 1903 högerman). Han var son till handlaren Adolf Faxe (1811–1878), bror till Lorens Faxe och far till Gunnar Faxe.
Faxe gick 1876 in som delägare i faderns firma Ad. Faxe & Söner och fick gradvis en allt mer tongivande roll i det lokala näringslivet. Han var bland annat ordförande för Malmö sparbank 1906-1923, ordförande för Malmö nya ångbåts AB 1910-1922, ordförande för hamndirektionen 1911-1916, ordförande för Kockums Mekaniska Verkstads AB 1918-1920 samt verkställande direktör för Malmö-Tomelilla Järnvägs AB. Han var även ledamot av Malmö stadsfullmäktige 1880-1916.
Faxe var riksdagsledamot 1897-1905 i andra kammaren för Malmö stads valkrets. I riksdagen tillhörde han 1897-1899 den liberalt präglade Friesenska diskussionsklubben, men övergick 1900 till att beteckna sig som vilde och förblev partilös riksdagstiden ut. I riksdagen skrev han 3 egna motioner om skatter och tullar. När högern bildade riksorganisation gick han 1903 in i styrelsen för Malmö allmänna valmansförening, det vill säga högerns lokala partiorganisation, och han var dess ordförande 1906-1911.